# Achille Sicari
Achille Sicari (Bruzzano Zeffirio, 14 agosto 1931 – Viareggio, 23 febbraio 2014) è stato un chirurgo italiano.

## Biografia

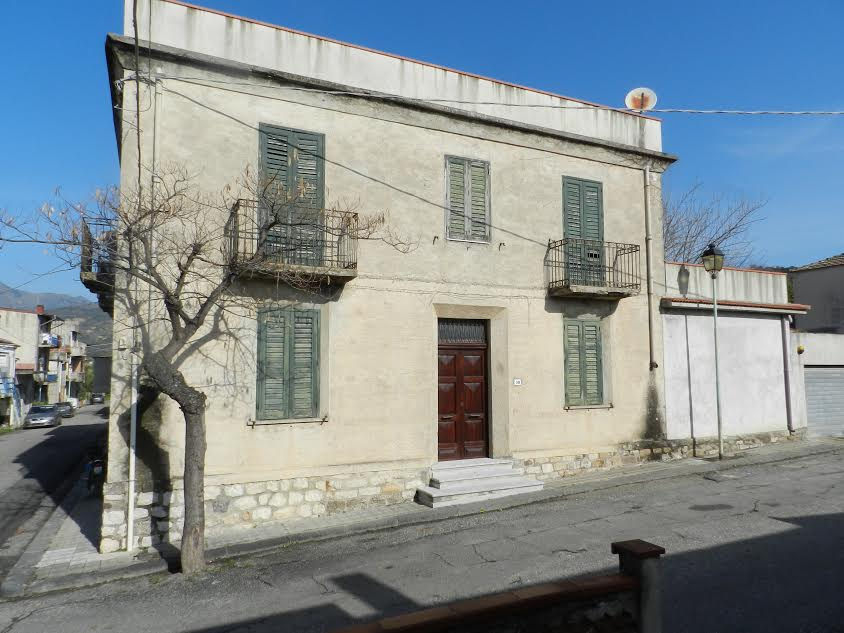
Casa natale di Achille Sicari a Bruzzano Ziffirio

Nasce il 14 agosto 1931 a Bruzzano Zeffirio nella casa di famiglia in via Marconi. Il padre Francesco era uno stimato medico condotto, la madre maestra elementare. Secondogenito, dopo la sorella Graziella, a dieci anni lascia la casa natale per trasferirsi a Reggio Calabria dove conseguirà la licenza liceale. Durante la sua permanenza a Pisa conosce la moglie Lina dalla quale avrà tre figlie: Rosa, Stefania e Cristina.

## Formazione
Nel novembre 1956 consegue la laurea in Medicina e Chirurgia presso l’Università "La Sapienza" di Roma. In questo periodo è medico interno presso la Clinica Chirurgica dell’Università di Perugia, sotto la Direzione di Paride Stefanini, famoso per essere stato autore del primo trapianto di organi in Italia.
Nel 1958 è nominato assistente straordinario presso la Clinica Chirurgica dell’Università di Pisa, diretta da Paride Stefanini e successivamente da Mario Selli, pioniere della chirurgia italiana e maestro della «scuola» pisana tra le più illustri in campo internazionale.
Nel 1961 consegue la specializzazione in chirurgia generale e nel 1962 quella in urologia presso l’Università di Pisa.
Nel 1965 è libero docente di Patologia speciale chirurgica e propedeutica clinica presso la Clinica Chirurgica, sempre a Pisa.
Nel 1969 vince il concorso a primario di Divisione di chirurgia dell'Ospedale Civico di Carrara, incarico che ricoprirà ininterrottamente fino al 2006. Nel contempo continua a svolgere attività didattica presso la Scuola di specializzazione di chirurgia Generale dell’Università di Pisa.
Fu anche agli Ospedali riuniti di Reggio Calabria, dove si era trasferito per qualche tempo, con il desiderio di offrire per la sua gente la sua professionalità, ma ben presto si ritrovò a dover rientrare a Carrara.

## Attività professionale
Achille Sicari nella sua attività professionale ha coperto tutti i campi della chirurgia generale maggiore (addome, torace e vascolare, collo) con particolare impulso sulla chirurgia oncologica e su quella delle vie biliari. È stato autore di numerose pubblicazioni originali riguardanti in particolare la chirurgia sperimentale dei trapianto di pancreas. È stato relatore in numerosi congressi nazionali di chirurgia.
Nel 2006 lascia il primariato dell’Ospedale di Carrara ma continua la sua attività professionale presso altri importanti centri come la Clinica “Alma Mater” di La Spezia della Congregazione Suore Infermiere dell'Addolorata, la Casa di Cura San Rossore di Pisa, la Clinica Villa Tirrena di Livorno e la casa di cura San Camillo di Vittoria Apuana dove il 27 ottobre 2010 svolse il suo ultimo intervento chirurgico.
Dal 7 luglio 1957, giorno della sua prima operazione presso la Clinica Chirurgica dell’Università di Perugia, al 27 ottobre 2010 Achille Sicari eseguì ben 60 000 interventi chirurgici.

## Riconoscimenti

### Bisturi d’oro
Al termine della sua lunga carriera la cittadinanza riunita nella Camera di Commercio di Massa Carrara, in segno di gratitudine, consegna al prof. Achille Sicari il Bisturi d’Oro per la sua indefessa attività.

### Cittadinanza onoraria
Il 16 giugno 2010 (festa di San Ceccardo, patrono del Comune di Carrara) durante la seduta del Consiglio Comunale solenne presso l’Aula Magna dell’Accademia di Belle Arti il prof. Achille Sicari venne insignito della Cittadinanza Onoraria da parte del sindaco della città Angelo Zubbani per i rilevanti titoli di merito per l'opera profusa verso la comunità carrarese. La targa con il suo nome è inserita nell’Albo d’Oro esposto nella sala delle adunanze e del Consiglio Comunale.

### Intitolazione Ospedale di Carrara

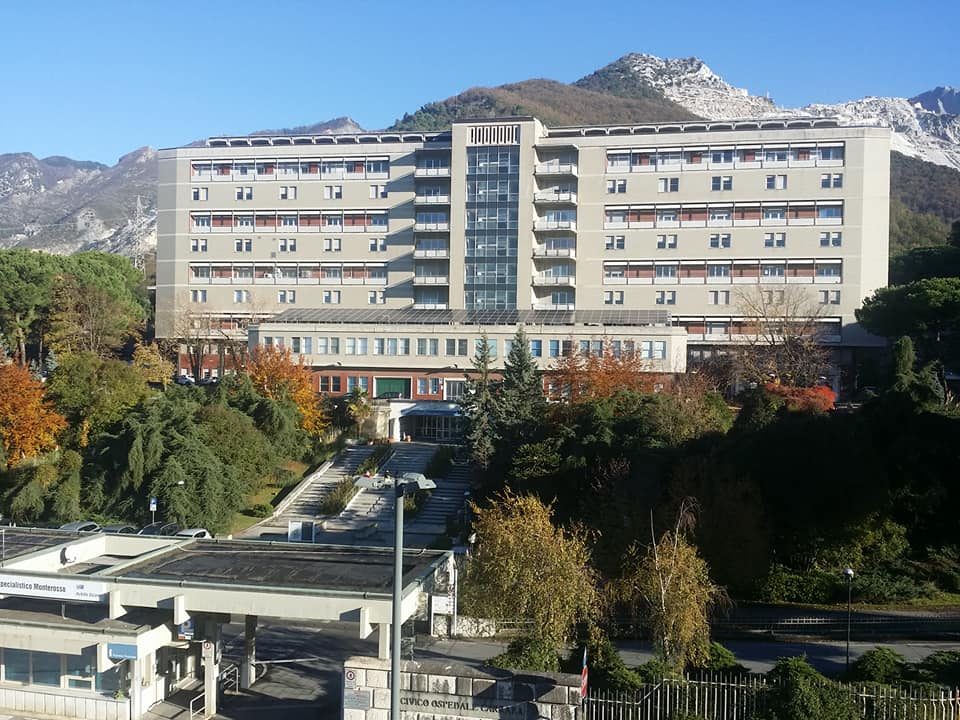
Centro Polispecialistico "Achille Sicari"

Al termine delle attività di degenza ordinaria (l'ultimo giorno è stato il 15 novembre 2015), lo stabilimento ospedaliero di Carrara è stato ricondotto a funzioni di presidio sanitario ad accesso diurno ed in seguito all'apertura del NOA di Marina di Massa, l’edificio principale del complesso ospedaliero di Carrara detto “Monoblocco” è stato convertito a Centro Polispecialistico. Il 25 gennaio 2017 alla presenza dell’assessore regionale alla sanità Stefania Saccardi, del direttore generale dell’Azienda USL Toscana nord ovest Maria Teresa De Lauretis e del sindaco di Carrara Angelo Zubbani il nuovo Centro Polispecialistico veniva ufficialmente intitolato al prof. Achille Sicari.

### Busto in marmo bianco di Carrara
Durante la cerimonia di inaugurazione dell’intitolazione e riconversione dell’Ospedale di Carrara a Centro Polispecialistico, nell'atrio d’ingresso dell’edificio principale veniva scoperto l’ammirevole busto in marmo bianco del prof. Achille Sicari, opera dello scultore carrarese Michele Monfroni.

### Busto e stele in bronzo a Bruzzano Zeffirio
Nell’ottobre 2014 nel comune di Bruzzano Zeffirio, alla presenza del sindaco Francesco Cuzzola e della moglie del professore, viene solennemente inaugurata la stele commemorativa con la riproduzione in bronzo del volto del prof. Achille Sicari. Opera eseguita dallo scultore La Seta Catamancio Rosario.

### Intitolazione Piazza Achille Sicari

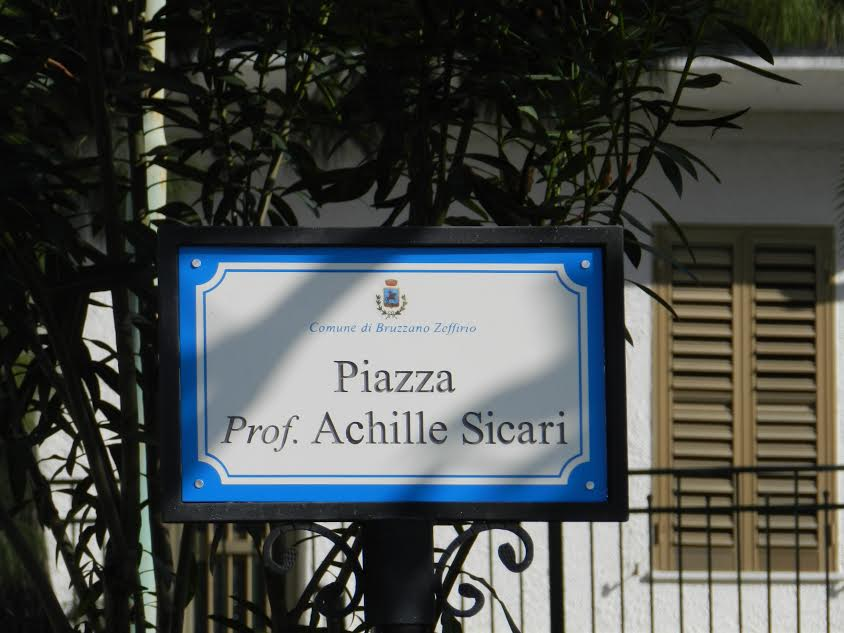
Piazza Prof. Achille Sicari

La cerimonia di scoprimento del busto bronzeo del prof. Sicari è stata momento anche per l’intitolazione di una piazza del centro storico di Bruzzano Zeffirio al professor Achille Sicari.